# Christoph Pante
Eberhard Heinrich Christoph Pante (* 4. August 1878 in Wellingen; † 30. März 1960 in Lingen (Ems)) war ein deutscher Tierarzt.

## Leben
Christoph Pante begann 1897 das Studium an der Tierärztlichen Hochschule Hannover und wurde Mitglied des Corps Normannia Hannover. Zum Sommersemester 1899 wechselte er für ein Semester an die Tierärztliche Hochschule München und schloss sich dem Corps Saxo-Thuringia München an. Im Dezember 1901 erhielt er in Hannover die tierärztliche Approbation. Nach dem Militärdienst als Einjährig-Freiwilliger im Ostfriesisches Feldartillerie-Regiment Nr. 62 wurde er 1903 Tierarzt in Geestemünde. Im November 1904 wurde er praktischer Tierarzt in Neuenkirchen. Im März 1909 legte er in Berlin das Kreistierarzt-Examen ab. Im August 1911 wurde er an der Tierärztlichen Hochschule Hannover zum Dr. med. vet. promoviert. Von 1912 bis zum Erreichen des Ruhestandsalters war Kreistierarzt in Lingen. Am Ersten Weltkrieg nahm er zunächst als Stabsveterinär der Landwehr und später als Regimentsveterinär des Reserve-Feldartillerie-Regiments Nr. 20 sowie als Divisionsveterinär der 50. Infanteriedivision. Pante war von 1928 bis August 1933 Vorsitzender des Vereins beamteter Tierärzte Preußens. Seit 1911 war er verheiratet mit Frieda geb. Quest.

## Auszeichnungen
- Eisernes Kreuz II. und I. Klasse
- Friedrich-August-Kreuz